# Арьергардный бой у Можайска
Арьергардный бой у Можайска — бой в период Отечественной войны 1812 года, произошедший 27 — 28 августа 1812 года у города Можайск между русским арьергардом под командованием атамана М. И. Платова и войск французского маршала Мюрата.

## Предыстория
27 августа, спустя почти 16 часов после Бородинской битвы, в 10 часов утра, арьергард Платова в составе казачьего корпуса, трёх егерских полков, бригады Вольфа, Изюмского гусарского полка и 2-й конной роты Донской артиллерии отошёл к Можайску. Кутузов приказал Платову держаться в Можайске «как можно долее для выигрыша времени и отправления раненых, коими были наполнены дома и улицы по недостатку подвод для перевоза их». В Можайск был доставлен раненный осколком гранаты князь Багратион.
В то время, когда арьергард Платова готовился отбить наступление противника на Можайск, город казался опустевшим некоторыми разоренными домами, выбитыми и вынесенными окнами и дверями. В Можайске были редкие случаи захоронения офицеров — героев Бородино. Из-за поспешного отступления с невероятными трудностями на кладбище у Троицкой церкви состоялось погребение убитых французским ядром обер-офицеров лейб-гв. Семеновского полка — поручика С. Н. Татищева и прапорщика Н. А. Оленина. В 1960-х годах их могилы будут перенесены на Бородинское поле.

## Ход боя
В полдень 27 августа на Бородинском поле маршал Бертье приказал авангарду Мюрата с резервным кавалерийским корпусом и дивизией Дюфура преследовать русских и остановиться за Можайском в семи — восьми верстах. Арьергард Платова занял позицию перед городом. Увидев Можайск, Мюрат велел сообщить Наполеону, что император мог бы ехать в город на ночёвку. Но уже в три часа завязался бой. Он продолжался почти пять часов. Атаки корпусов Мюрата мужественно отбивались арьергардом Платова. Неаполитанский король торопил ввести в дело все полки своего авангарда, сердился, когда ему объясняли, что на пути непроходимый для конницы овраг (очевидно овраг реки Можайки). Бой у Можайска, по воспоминаниям французов, был «кровопролитным, жарким, очень жарким, упорным…». Французы несли потери. В этом бою был ранен генерал О. Д. Бельяр.
К 27 августа солдаты Наполеона вошли в Лужецкий монастырь. В полуверсте от него находились склады с провиантом (нынешняя ул. Провиантская). Можайский провиантмейстер М. Чириков и «магазейн-вахтер» Семен Егоров ввиду угрозы неприятеля исполнили приказ Кутузова: подожгли склады, чтобы не достались противнику. Огонь поглотил предназначавшийся для ратников провиант. Сгорел суточный запас для 40-тысячной армии.
С наступлением темноты Наполеон приехал на место боя и медленным шагом направился к Можайску. Кто-то остановил императора, напомнив, что между ним и Можайском — русский арьергард, впереди которого огни 50-тысячной армии. Наполеон повернул назад. Удручающе подействовала на него ночёвка в первой попавшейся деревне—Криушине.
28 августа с шестого часа утра арьергард Платова продолжал удерживать город шестью батальонами егерей, регулярной и иррегулярной кавалерией. Главные силы Кутузова отошли от дер. Жуково (Кожухово) к Землину. Французы выдвинули батареи, под прикрытием которых неприятель пошёл в атаку. Огонь орудий Донской конной артиллерии, расположенной на возвышенностях Можайска (Чертановские высоты), не мог сдержать наступление неприятеля. Арьергард Платова отступил к дер. Моденово, в трёх километрах от главных сил Кутузова. Генерал М. С. Воронцов в письме к сенатору Н. М. Лонгинову от 20 октября 1812г. отмечал далёкие последствия этой ретирады: «Скорое отступление Платова на Можайск… решило отступление от Можайска всей армии, которая уже больше не находила выгодного места, и было, может быть, причиною потери Москвы». Недовольный действиями Платова, Кутузов вечером 28-го назначил начальником арьергарда генерала М.А. Милорадовича.

## После боя
Из-за скорого отступления эвакуировать раненых после Бородинского сражения оказалось весьма затруднительно. Предполагалось заготовить 1000 подвод для транспортировки раненых в Москву. Кутузов писал Ростопчину 27 августа из Можайска, что не увидел в городе ни одной «выставленной из Москвы подводы», хотя четыре дня назад он просил военного губернатора «о наискорейшем заготовлении» подвод. «Раненые и убитые воины, — писал полководец, — остались на поле сражения без всякого призрения…». Повозки были присланы Ростопчиным вечером 27-го, но было уже поздно. По свидетельству И.П. Липранди, в Можайске оставались только тяжелораненые, в особенности с ампутированными ногами. Цезарь Ложье отмечал запруженность города русскими ранеными: «их было до 10000». Это число называет и историк М. И. Богданович, ссылаясь на мемуары Шамбре. По сведениям других французских мемуаристов (Пеле), раненых, подобранных на поле битвы и оставленных в Можайске, насчитывалось около семи тысяч. «По нашим сведениям, — писал Липранди, — гораздо менее». И отмечал: «Они почти все погибли, не только от неимения помощи, но и с голоду, которому подвергались и французы. Французы обходились с нашими ранеными самым бесчеловечным образом».

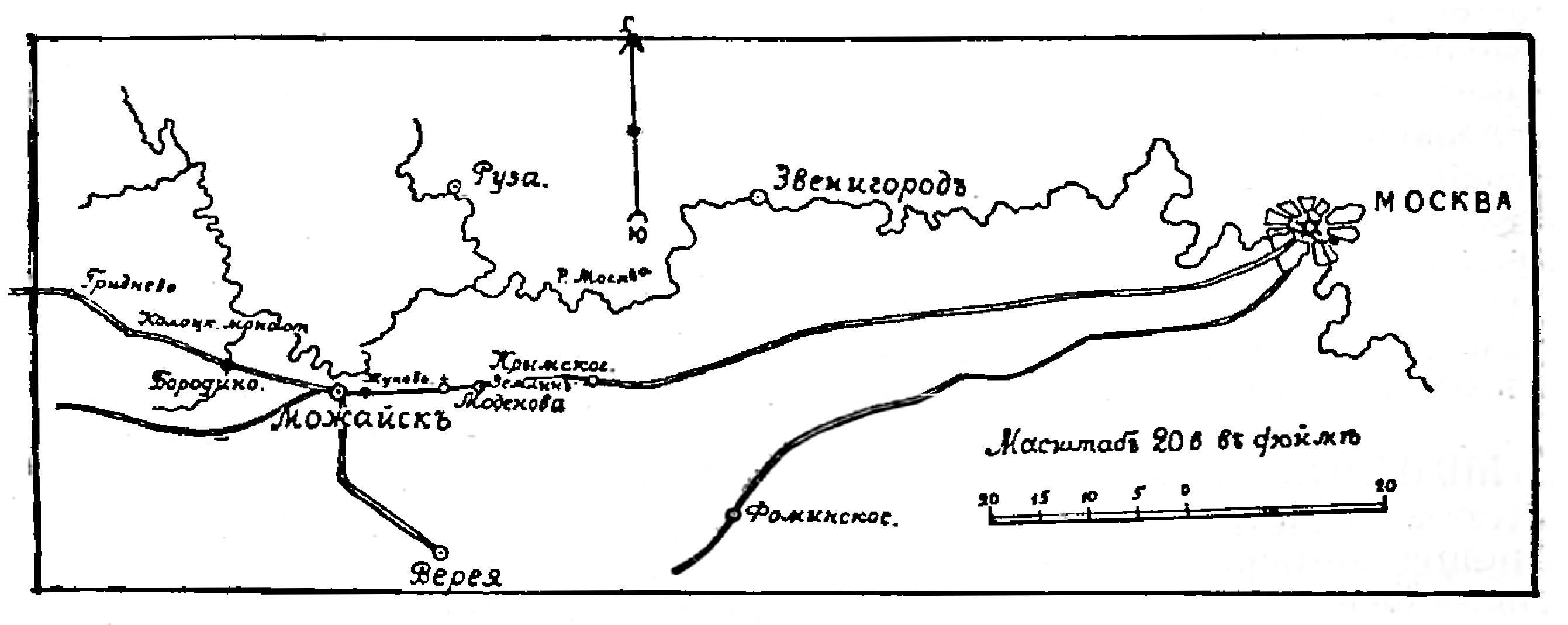
Театр военных действий
(карта из статьи «Можайск»
«Военная энциклопедия Сытина»)

28 августа французские войска вступили в Можайск. В Можайске, «на спуске с огромной крутой и кривой горы…», в ста двадцати метрах от Никольского собора, на три дня обосновалась штаб-квартира Наполеона. Эта достопримечательность была отмечена в 80-е годы XIX в. табличкой на достопримечательность купца Сучкова по Бородинской улице. В том доме император начерно набросал предписание начальнику штаба маршалу Бертье. Император поручал Бертье двинуть итальянский корпус на Рузу, войска Даву — на Борисов, а авангард Мюрата — по главной дороге к Москве. Раненых оставляли в Можайске. Де-ла-Флиз, врач императорской гвардии, вспоминал устройство лазарета в большой каменной церкви, куда привезли несколько возов соломы, которую разостлали на полу для раненых гвардейцев.  Вероятно, речь идёт о соборной церкви Николая Чудотворца. Солдаты армейских полков были развезены по другим лазаретам. Де-ла-Флиз запомнил в Можайске прямые, широкие, но немощеные улицы, деревянные дома, за исключением упомянутой каменной церкви и «казенного здания, вероятно, судебной палаты». В отличие от Ложье, врач уверенно замечает: «Русские не успели поджечь город».
Главный хирург наполеоновской армии Ларрей рассказывал о помощи, которую оказывали русским раненым в Можайске французы, особенно гвардейцы. Причём русские размещались по купеческим домам, а французы — по церквам и общественным зданиям. Наполеон устроил в Можайске огромный госпиталь. Трехдневную остановку штаб-квартиры Наполеона в Можайске (28-30 августа) военный историк Михайловский-Данилевский объясняет четырьмя причинами: болезнью императора (простуда); отдыхом армии; подготовкой к новому сражению; подвозом артиллерийских снарядов.
Заботясь об охране коммуникаций, Наполеон оставил в Можайске вестфальский корпус генерала Жюно (герцога д’Абрантеса), штаб которого располагался в Лужецком монастыре. Корпус должен был прикрывать дорогу к Смоленску. Императора озаботили неудовлетворительные дела в России, несмотря на выигранное, как он считал, сражение на Бородинском поле. В Можайске ему невольно приходили в голову испанские дела. Его беспокоило сильное сокращение численности корпусов. Единственным человеком, с которым делился своей тревогой Наполеон, был маршал Бертье: французы и русские убивали друг друга, но это не приводило ни к каким результатам; раздражало, что не было пленных и трофеев. Наполеон надеялся на предложения мира от Кутузова, готов был вступить в переговоры, в отдельные моменты не хотел идти дальше Можайска.
Русские войска продолжали отступать к Москве. Хотя отступление входило «…в общие военные соображения с самого начала кампании…», появился удобный повод для того, чтобы оповестить Европу о победе французов. Сообщение было запоздалым: лишь на пятый день после генерального сражения. Наполеон изменил своей привычке заявлять об успехе сразу же после битвы «18-й бюллетень Великой армии» имеет помету: «Можайск 12-го сентября 1812 г.» В тот день Императора в городе уже не было.

## Последствия
Города почти не существовало. Капитан из штаба итальянской гвардии Е. Лабом увидел разрушенный Можайск, поразивший его контрастом чёрных дымящихся развалин и белизной недавно построенной и чудом сохранившейся колокольни, на которой продолжали бить часы. Старший врач вюртембергского конно-егерского герцога Людвига полка Г. фон Роос навсегда запомнил ночёвку в развалинах обгоревшего дома, запах горевших в Можайске домов и «разлагающихся тел павших животных».
Жуткая картина предстала в середине октября перед врачом Де-ла-Флизом в Можайске: в поле, примыкавшем к городским садам, возвышалась пирамида обнажённых трупов (до 800 тел) собранных по распоряжению коменданта города для сожжения «Тут были русские и французы». Пострадал и Лужецкий монастырь. В его ограде оккупанты сделали пробоины и поставили до 200 пушек. При отступлении подожгли Рождественский собор, его интерьер весь выгорел. Воспоминания оставшихся в живых солдат Великой армии создают трагический образ разрушенного, сожжённого Можайска, ставшего гибельным городом для отступающих войск Наполеона.